# 薩拉曼卡鎮 (紐約州)
萨拉曼卡（英語：Salamanca）是位于美国纽约州卡特罗格斯县的一个镇，地处卡特罗格斯县南部，紧邻萨拉曼卡市。2010年美国人口普查时，该镇有481人。其名称来源于投资当地铁路的西班牙人萨拉曼卡侯爵何塞·德·萨拉曼卡-马约尔。